# Sergej Temrjoekov
Sergej Aleksandrovitsj Temrjoekov (Russisch: Сергей Александрович Темрюков) (Joezjno-Sachalinsk, 1 augustus 1978) is een Russisch voormalig voetballer die doorgaans als verdediger speelde.

## Clubcarrière
Temrjoekov kwam als jong Russisch talent naar PSV, maar hij maakte zijn minuten vooral in het beloftenelftal van de club. Hij komt tot twee wedstrijden op het hoogste niveau en speelt in totaal 63 minuten voor PSV. Na twee jaar wordt hij verhuurd aan Dinamo Moskou. In het 2000 keerde Temrjoekov terug in Eindhoven, bij FC Eindhoven. Hier speelde hij nog vier jaar.